# Walton (Liverpool)

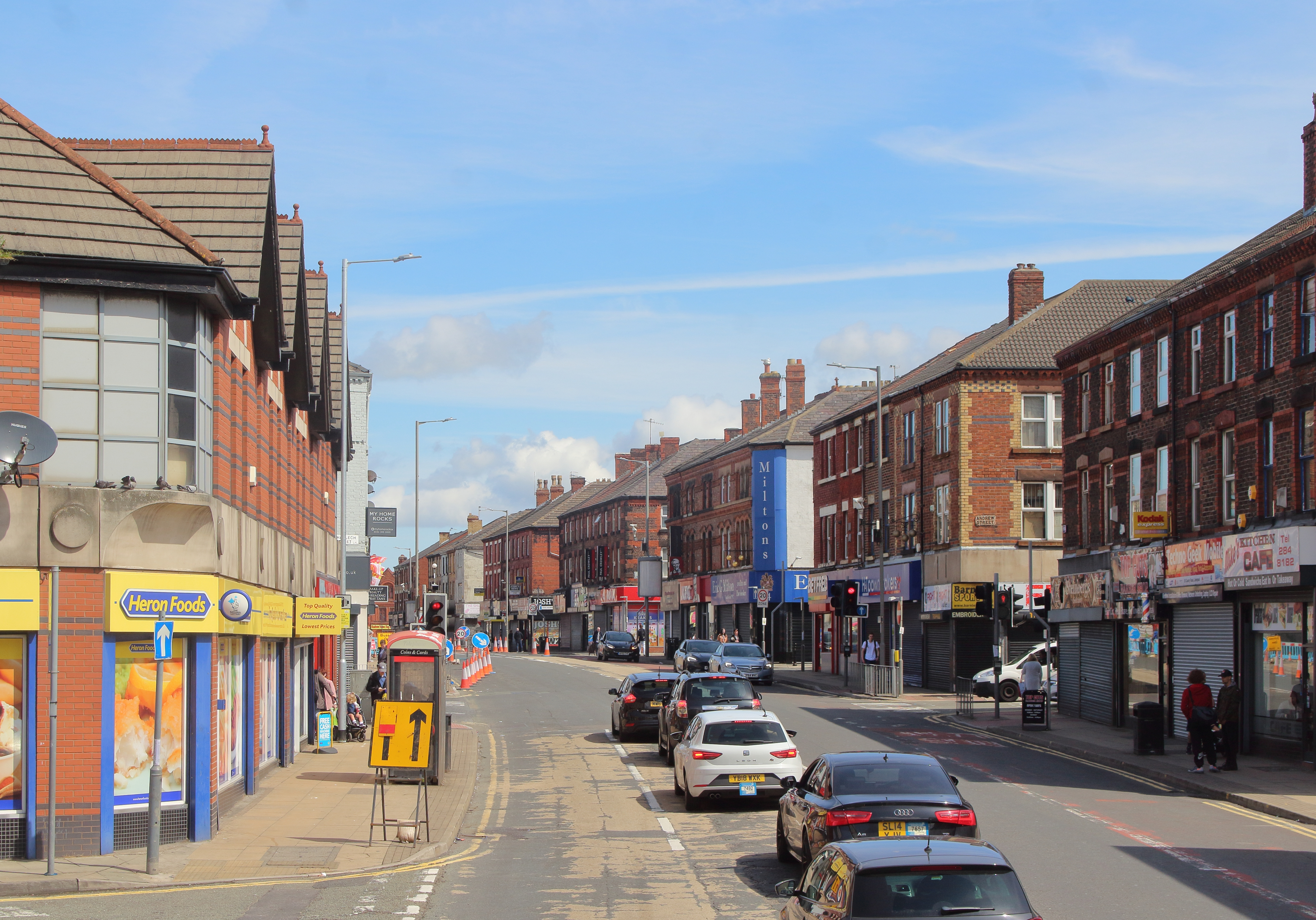
County Road

Walton ist ein Stadtteil im Norden von Liverpool, Merseyside, der im Kommunalwahlbezirk (Ward) County liegt und westlich an die Stadt Bootle grenzt. Liverpool-Walton ist außerdem ein Wahlkreis für das Unterhaus des britischen Parlaments, der allerdings noch weitere Stadtteile miteinschließt. Abgeordneter ist seit 2017 Dan Carden von der Labour Party.

## Geschichte
Walton ist eine der ältesten Siedlungen in Merseyside und wird im Domesday Book von 1086 als Besitz eines Sherriffs namens Godfrey erwähnt. Der Name der Ortschaft hat möglicherweise dieselbe Herkunft wie der von Wales. „Walas“ oder „Wealas“, was Ausländer bedeutet, war eine Bezeichnung der Angelsachsen für die keltischen Völker Britanniens. 1895 wurde Walton zusammen mit zwei anderen Ortschaften nach Liverpool eingemeindet.

## Nennenswerte Orte
- County Road, High Street mit Pubs, Geschäften und einem Postamt.
- Walton Hall Park, grüne Parkanlage mit Fußball- und Spielplätzen
- Goodison Park, Stadion des FC Everton
- Das ehemalige Walton Hospital an der Rice Lane ist der Geburtsort von Paul McCartney.